# На дне (фильм, 1936)

Кадр из фильма

«На дне» (фр. Les bas-fonds) — полнометражный фильм режиссёра Жана Ренуара, выпущенный на экраны в 1936 году. Экранизация одноимённой пьесы русского писателя Максима Горького. Фильм стал первым лауреатом премии Луи Деллюка.

## Сюжет
В фильме в целом сохраняется сюжет пьесы Горького, однако вводятся некоторые дополнительные линии. Показана история Барона до его появления в ночлежке: он аристократ, проигравший в карты казённые деньги и лишённый всего имущества за долги. Он познакомился с Пеплом, когда последний пытался ограбить дом Барона. В отличие от концовки пьесы, финал картины оптимистичен: Пепел и Наташа покидают ночлежку в надежде на светлое будущее. Ренуар смещает акценты: важная для Горького тема соотношения реальности и вымысла у него ослаблена (что отличает эту экранизацию от версии Акиры Куросавы), а мрачный тон пьесы сознательно смягчён.

## В ролях
| Актёр            | Роль               |
| ---------------- | ------------------ |
| Жан Габен        | Васька Пепел       |
| Сюзи Прим        | Василиса Костылёва |
| Луи Жуве         | Барон              |
| Жани Ольт        | Настя              |
| Владимир Соколов | Костылёв           |
| Робер Ле Виган   | Актёр              |
| Камиль Бер       | Граф               |
| Рене Женен       | Лука               |
| Поль Темп        | Сатин              |
| Робер Озанн      | Кривой Зоб         |
| Анри Сент-Иль    | Клещ               |
| Жюни Астор       | Наташа             |
| Андре Габриэлло  | Инспектор          |
| Леон Ларив       | Мажордом Феликс    |
| Натали Алексеефф | Анна               |

## Создание

### Сценарий

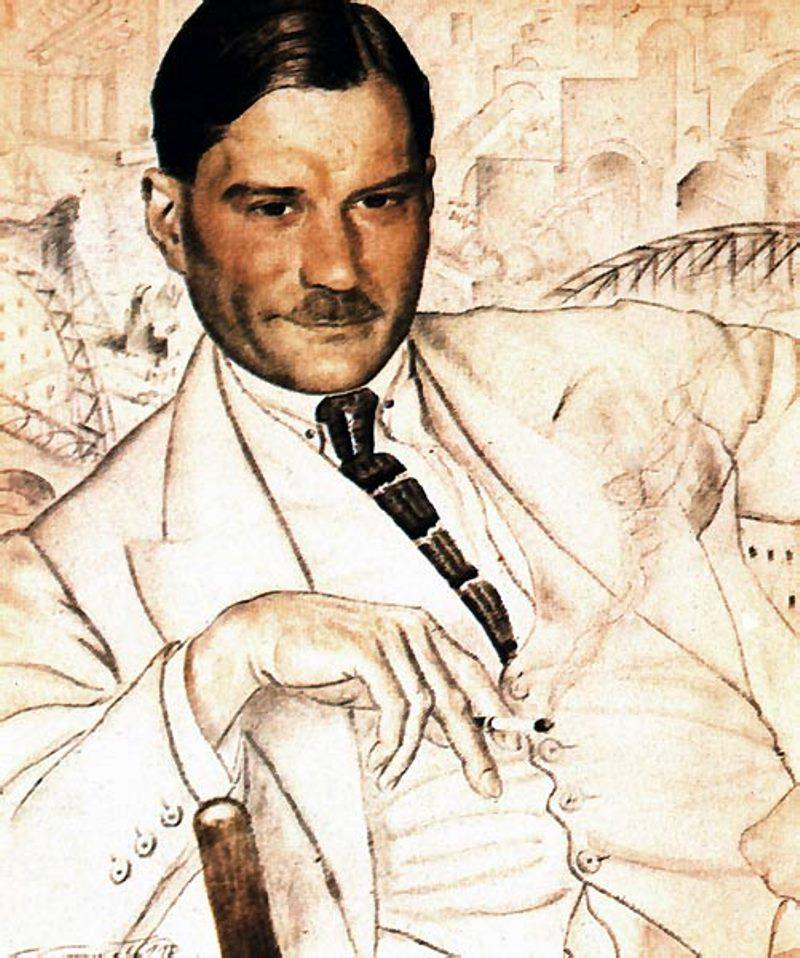
Б. М. Кустодиев. Портрет Замятина, 1923

Сценаристом фильма выступил Евгений Замятин, которого долго не выпускали из СССР и который эмигрировал из советской России в 1931 году по личному ходатайству Горького. В конце концов оказавшись в Париже, Замятин во многом из материальных соображений решил обратиться к кинематографу, который «показался ему наиболее доступным способом зарабатывать на жизнь». После долгих колебаний он решил взяться за экранизацию пьесы «На дне», что, по словам художника Ю. П. Анненкова, было вызвано его любовью к творчеству Горького и личной дружбой с ним: «Задача была нелёгкая, так как атмосфера русского „дна“ была чужда широкому французскому кинематографическому зрителю. Замятин решил её „офранцузить“, пересадить на французскую почву». По словам Замятина, он старался привнести как можно меньше внешних изменений; чтобы избежать неправдоподобия и с целью создания целостного произведения делался упор на передачу внутреннего содержания и атмосферы пьесы. Центральной темой сценария Замятин считал падение Барона. По его словам, «это самая интересная часть и самая близкая русскому мэтру. Это фатальное падение Барона будет проиллюстрировано другим параллельным действием: любовью Василисы и Наташи».
В 1936 году в Париже, через несколько дней после смерти Горького, был проведён вечер его памяти, на котором Замятин произнёс речь, заканчивавшуюся словами о начале его работы над фильмом и степенью участия в нём Горького:
За месяц-полтора до его смерти одна кинематографическая фирма в Париже решила сделать по моему сценарию фильм из известной пьесы Горького „На дне“. Горький был извещён об этом, от него был получен ответ, что он удовлетворён моим участием в работе, что он хотел бы ознакомиться с адаптацией пьесы, что он ждет манускрипт. Манускрипт для отсылки был уже приготовлен, но отправить его не пришлось: адресат выбыл — с земли.
 Ещё задолго до предложения из Франции Горький начинал писать сценарий для немого фильма по своей драме, который назвал «По пути на дно». Намерение самостоятельно написать сценарий возникло у Горького после неоднократных обращений к нему за разрешением экранизировать его пьесу. В процессе работы над сценарием родилась идея дописать новые сцены, где можно было описать характеры и историю персонажей пьесы до того как они оказались «на дне». По свидетельству издателя и помощника писателя И. П. Ладыжникова, указанная работа продолжалась между 1928—1930 годами, но так и не была завершена: «Рукопись „По пути на дно“ не была закончена, так же как и сценарий не был дописан». Сохранившаяся рукопись сценария «На дне» озаглавлена «Надписи» и содержит реплики действующих лиц из первого действия пьесы «На дне».
При работе над фильмом в результате проведённой адаптации первоначально даже имена героев ленты звучали по-французски, на что Горький тоже дал своё разрешение, но потом под давлением Французской коммунистической партии фильму была возвращена «русская тема».  

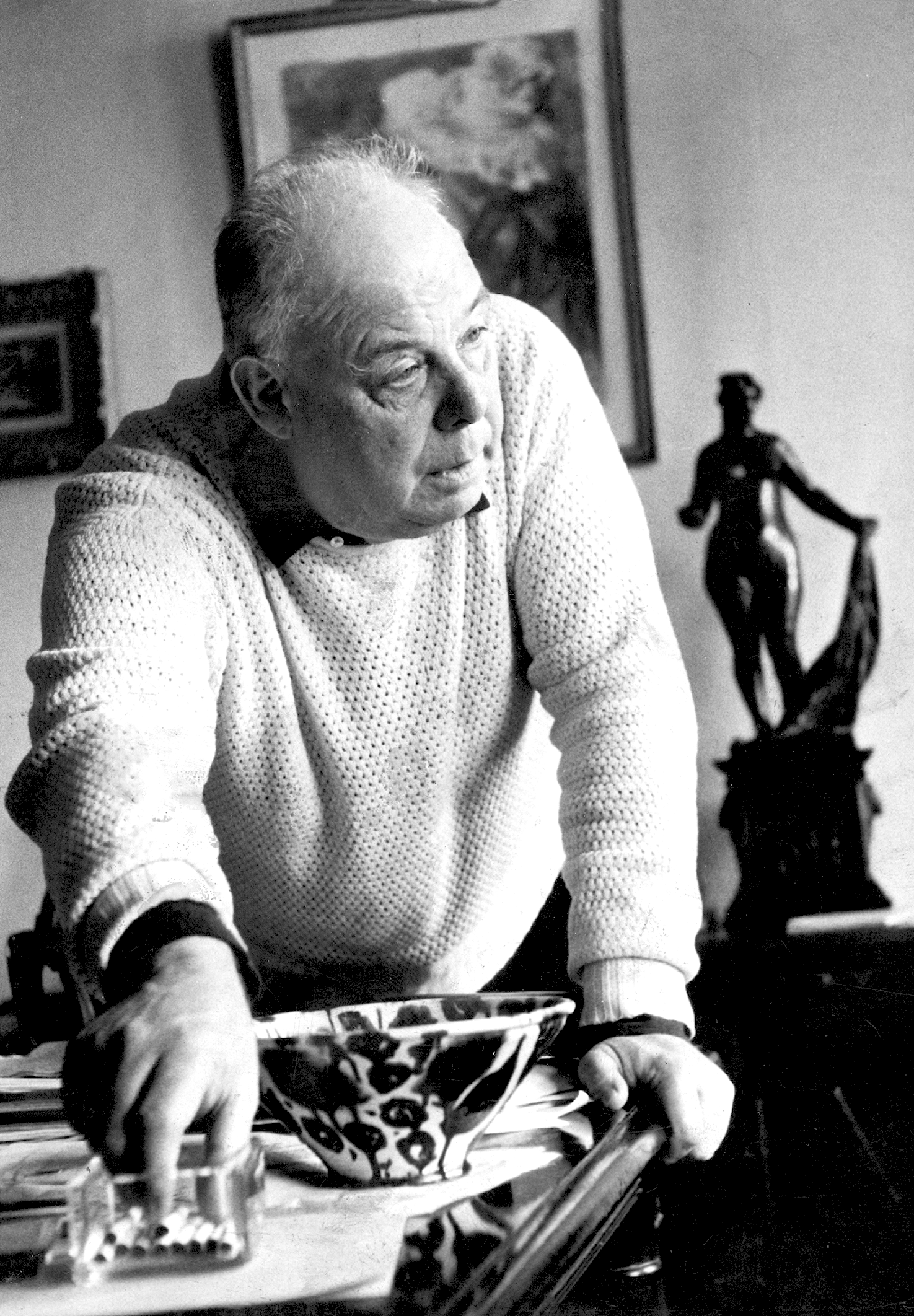
Жан Ренуар

Середина тридцатых годов во Франции, на фоне возросшей немецко-фашистской угрозы была отмечена подъёмом левого движения и его консолидацией в форме Народного фронта, при этом Жан Ренуар под влиянием нескольких факторов вступил по замечанию критика и историка кино Жака Брюниуса в «период коммунистического влияния». Он близок с членами «Группы Октябрь» (фр. Groupe Octobre), которая объединяла  кинематографистов левых взглядов и активно участвует в кинематографическом объединении «Сине-либерте» (фр. Ciné-Liberté) киносекции, созданной при парижском Доме культуры, близкой к Французской компартии. Перед выборами 1936 года, на которых победил союз левых сил, режиссёр по заказу ФКП снимает предвыборный фильм «Жизнь принадлежит нам», а ещё через год для общества, основанного на кооперативных началах и с коммунистической ориентацией, — «Марсельезу». Однако несмотря на участие в фильмах, предназначенных для «левой» публики, Ренуар получает предложение снять фильм по пьесе Горького, что, согласно комментарию киноведа Брюниуса, было довольно парадоксально: «Это было что-то неожиданное: капиталисты, которым он — бросил вызов, работая для компартии, внезапно вновь им заинтересовались. Он оставил „Загородную прогулку“ ради „На дне“ (1936) по Максиму Горькому и соединил простонародный говорок Габена с русским акцентом Соколова. Об этом можно пожалеть. Но в коммерческом отношении Ренуар всё-таки вышел из положения».
По воспоминаниям режиссёра, эта картина была очень важна для него, а сам он относился к своим фильмам так же, как Барон из его экранизации «На дне» относился к своим костюмам, которые он носил в жизни, то есть, по мысли Ренуара, его «фильмы таковы, какими я их сделал, а сам я таков, каким они меня сделали»: «„На дне“ был моим девятнадцатым фильмом. После двадцати лет работы, неудач и успехов мне стало казаться, что я начал разбираться в проблемах своего ремесла».
Соавтором сценария, который создавался, как обычно, при активном участии Ренуара, был выходец из России Жак Компанеец. К написанию французских диалогов был привлечён Шарль Спаак. Распространена точка зрения, что окончательный, режиссёрский сценарий был написан режиссёром Ренуаром и сценаристом Спааком и таким образом принижается роль Замятина как сценариста фильма. По этому поводу исследователь Брайан Харви заметил: «Когда речь идет об авторстве фильма, его обычно называют картиной Ренуара, а роль Замятина незаслуженно умаляется. Однако в интервью газете „Нью-Йорк таймс“, озаглавленном „Горький на целлулоиде“ и приуроченном к выходу фильма на экран, Жан Ренуар отзывался о сценарии, соавторами которого были Замятин и Жак Компанеец, как о великолепной поэме в прозе, которой требовалась серьёзная доработка, чтобы превратиться в рабочий сценарий». Однако сам Ренуар отмечал значительную роль в создании фильма Замятина, которой придавал большое значение: спустя полтора месяца после смерти писателя неофициальный вечер, посвященный его памяти, завершился воспоминаниями Ренуара о деятельности Замятина. По мнению Юрия Анненкова, близкого друга писателя: «Текст Горького был переработан Замятиным с тонким уменьем и тактом, и фильм имел огромный успех».
Сам же Ренуар, рассуждая о соотношении между сценарием и съёмкой в своих фильмах, писал, что он неспособен работать по расчерченному другими плану, но он всегда принимает любые творческие идеи и предложения, при условии, если они рождаются в совместной работе. По словам режиссёра, его ленты «Загородная прогулка» и «На дне» хорошо иллюстрируют его творческое кредо в этом вопросе:
Отношения эти внешне характеризуются отсутствием верности сценарию. Между планом и конечным результатом лежит целый мир. Тем не менее моя неверность весьма обманчива, так как я считаю, что всегда оставался верным общему духу произведения. Для меня сценарий представляет собой лишь инструмент, который меняешь по мере движения к цели, остающейся неизменной. Часто автор вынашивает эту цель, не догадываясь о ней, но без неё вся его работа останется поверхностной. Автор фильма раскрывает характеры героев, заставляя их говорить, создаёт общую атмосферу произведения, сооружая декорации или выбирая экстерьеры.— Жан Ренуар. Моя жизнь и мои фильмы

### Работа над фильмом

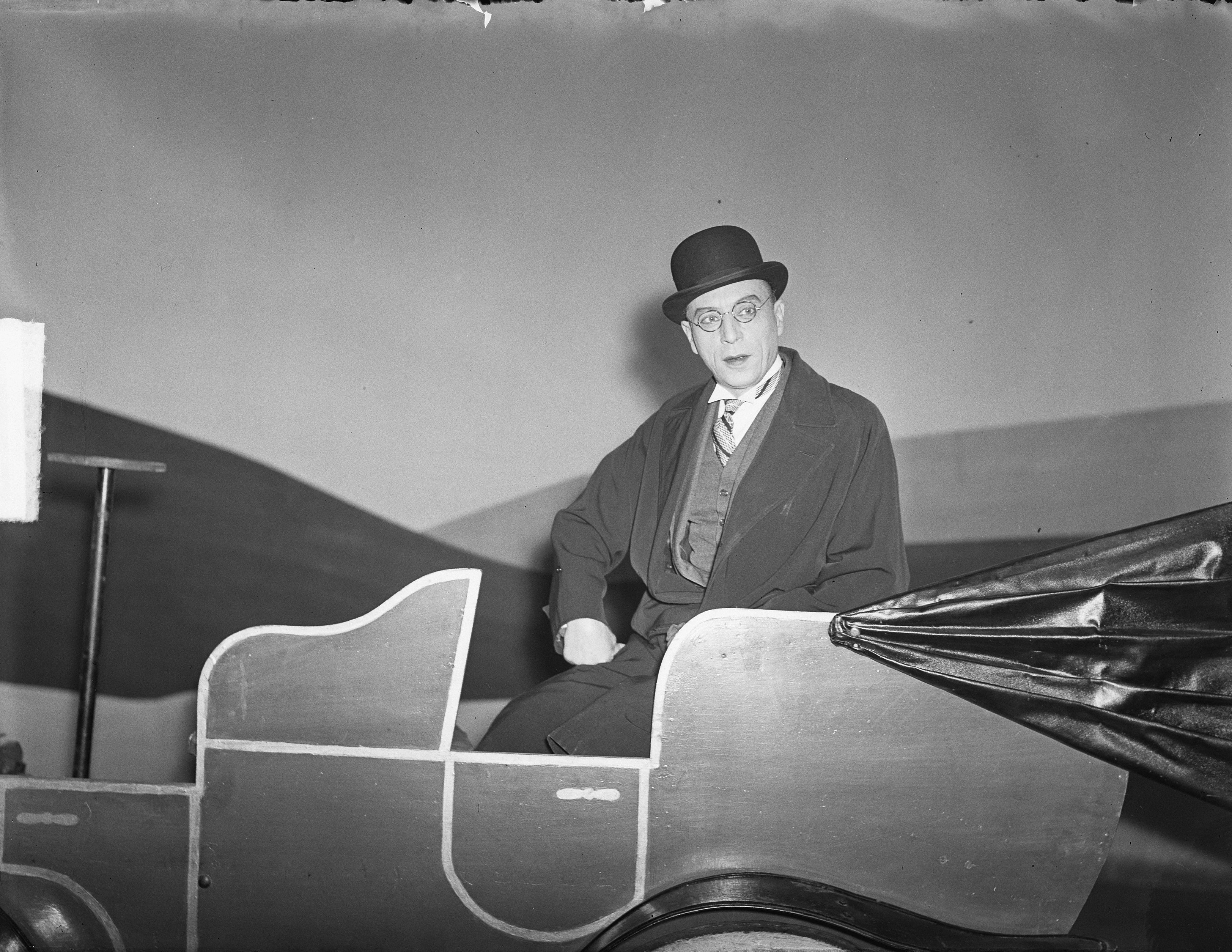
Луи Жуве в пьесе Мольера «Школа жён», 1950

Картина была снята на парижской киностудии «Альбатрос» (фр. Société de Films Albatros), которая была основана эмигрантами из России. Кроме того, в создании фильма принимали участие несколько выходцев из России: продюсером был Александр Каменка, одним из операторов — Федот Бургасов, Костылёва сыграл Владимир Соколов (бывший актёр московских Художественного и Камерного театров). По словам режиссёра, Каменка был страстным кинематографистом и зарекомендовал себя «первоклассным продюсером», и самому режиссёру доставило большое удовольствие сотрудничество с такими выдающимися актёрами, как Жан Габен и Луи Жуве. Если встреча с Габеном для Ренуара была значительным открытием, то Жуве ему открывать не приходилось, так как он уже знал его по работе в театре: «Это меня самого открывал Жуве, помогая мне в том постепенном раскрытии сюжета, которое я назвал бы своим методом, если бы панически не боялся всякого метода». 

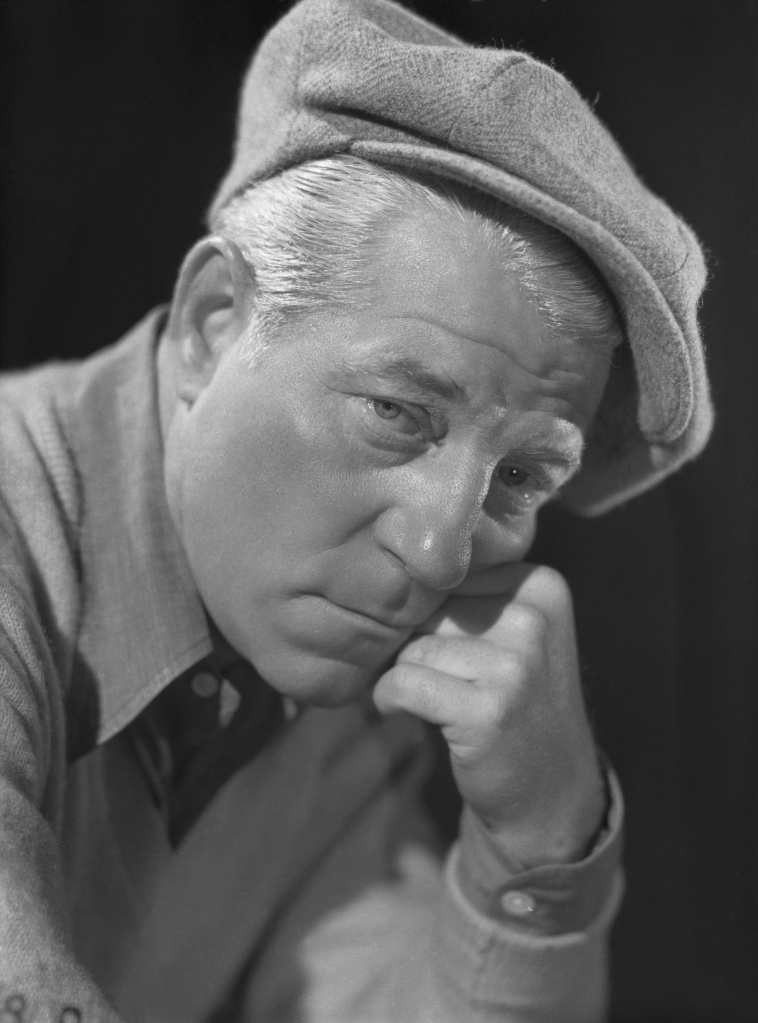
Жан Габен

Ренуар называет Габена актёром громадного масштаба, который добивался «величайших эффектов самыми простыми способами» и «потрясал зрителей, едва моргнув глазом». По мнению режиссёра Габен достигал вершин исполнительской выразительности, когда ему не приходилось повышать голос. Учитывая эту сильную сторону звезды французского кино, Ренуар специально «под него» ввёл в картину сцены, которые можно было бы сыграть шепотом: «Мы не сомневались, что подобный стиль игры завоюет мир и появится легион шепчущих актёров. Но результаты этой моды не всегда удачны. Габен лёгким подрагиванием своего невозмутимого лица способен передать самые бурные чувства. Другому актеру пришлось бы вопить, чтобы добиться сходного эффекта».
По совету Мишеля Симона и Луи Жуве, Ренуар с целью избежать актёрских штампов при работе над фильмом стал практиковать «репетицию по-итальянски», суть которой заключается в том, что необходимо усадить за один стол всех участников сцены и заставить их читать текст, не прибегая не просто к излишней аффектации, но и вообще к мимике и жестам:
Чтобы репетиция оказалась полезной, читать роль необходимо так же бесстрастно, как читают телефонный справочник. Любой добросовестный актёр практически учит роль таким же способом и не позволяет себе никакой реакции на неё, прежде чем не исследует возможности каждой фразы, каждого слова, каждого жеста. <…> Лишь тогда, когда артист до конца усвоил все компоненты своей художественной задачи, он может позволить себе выражать в роли себя самого.— Жан Ренуар. Моя жизнь и мои фильмы
Создатели фильма обращались с просьбой написать к ленте музыку к С. С. Прокофьеву, который в 1936 году окончательно переехал из Франции в СССР. Однако в итоге автором музыки к фильму стал композитор Жан Вьенер (1896—1982), плодотворно писавший для французского кино и театра. По мнению музыковеда Виктора Юзефовича, причиной отказа Прокофьева от участия в этом фильме стала невозможность непосредственного контакта с режиссёром и отсутствие уверенности в общности позиций, что он в дальнейшем сумел реализовать при работе с С. М. Эйзенштейном.
Премьера фильма прошла 5 декабря 1936 года. После выхода на французские экраны она получила национальную премию Луи Деллюка и была признана лучшим фильмом 1936 года.
Позже Ренуару поступали предложения о создании и американской версии экранизации пьесы Горького. Так, французская актриса Лесли Карон, которая некоторое время встречалась с актёром Уорреном Битти, вспоминала, что последний ещё до фильма «Бонни и Клайд» (1967) стремился сменить своё экранное амплуа и с этой целью хотел найти для себя интересные, необычные роли. Узнав, что Карон дружна с Ренуаром, Битти уговорил её помочь сделать предложение режиссёру поставить с ним американскую версию пьесы «На дне», в которой сам сыграл бы главную роль. Однако, по словам Карон, «Ренуара, естественно, такое странное предложение ввергло в ступор, и шедевра не получилось».

## Критика и оценки
Жорж Садуль отмечал, что Ренуар в своём творчестве 1930-х годов показывал картину «современной Франции в определённом плане (хотя, может быть, и несколько предвзятом)» — в стилистике, довольно близкой к натуралистическому циклу романов «Ругон-Маккары» Эмиля Золя. По мнению французского историка кино, фильм «На дне» стоит несколько в стороне от главной темы творчества Ренуара и «представляет собой малозначительное произведение».
Пьер Лепроон назвал фильм гибридным — «в нём лицо художника как бы прикрыто маской» и отнёс его к периоду, когда режиссёр реализовал  несколько своих крупнейших произведений, в которых присутствует «своего рода поэтическое переложение используемых им пластических элементов». По наблюдению французского критика, ни один французский кинорежиссёр не может поставить фильм на русскую тему, а достоинства картины Ренуара ощущаются «лишь в той мере, в какой мы абстрагируемся от типично русской обстановки».
Французский режиссёр и сценарист Клод де Живре находил в этом фильме Ренуара влияние творчества Чарли Чаплина. По мнению Живре, в этом фильме Ренуар как бы «сообщнически подмигивает Чарли», а к числу отсылок он относил последний эпизод фильма, где режиссёр ссылается на картину «Новые времена», а также игру Жюни Астор, которая отмечена влиянием кинообраза Полетт Годдар. С другой стороны, режиссёр выбрал пьесу Горького из-за близости ему её тем и персонажей. Герои пьесы подобны тем персонажам, что не раз встречались в его фильмах и которым «в силу их особых обстоятельств дано если не осознать, то испытать на себе, что такое удел человеческий»: «Ибо персонажи Жана Ренуара живут, как мыслят, и в недрах своего отщепенства создают общество более чистое, чем наше».

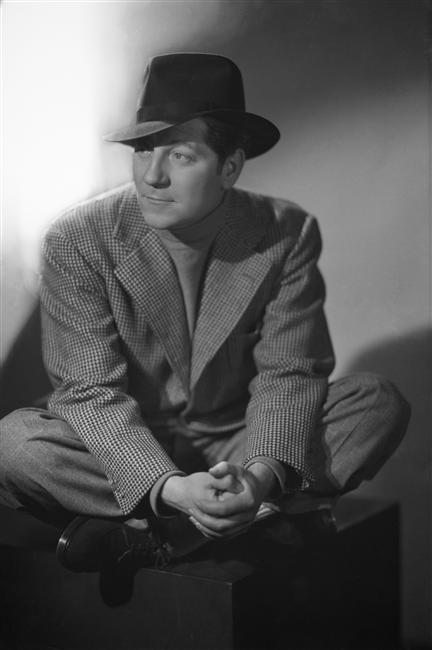
Жан Габен

По мнению Андре Базена, в ленте «На дне» представлено странное смешение тональностей и жанров: «Из мрачной, реалистической, драматичной истории Ренуар сделал почти что комический фильм: по меньшей мере, не преминул сменить регистр, ведь даже сам Жан Габен в конце фильма не умирает!». Базен имеет в виду устоявшийся экранный образ актёра, который он рассматривает в статье, посвящённой Габену, в своей классической книге «Что такое кино?», где он указывает, что почти все фильмы Габена, начиная с картины «Человек-зверь» и вплоть до картины «У стен Малапаги», кончаются трагически и таким образом на его героев в этот период не распространяется искусственный и коммерчески обусловленный закон хэппи-энда: «Чаще всего они завершаются насильственной смертью героя (которая, впрочем, обычно принимает более или менее откровенную форму самоубийства)». По мнению французского киноведа, несмотря на то, что «На дне» является не лучшей французской картиной Ренуара, она обладает и несомненными достоинствами:
Ей далеко до равновесия „Великой иллюзии“, искренности „Преступления г-на Ланжа“, поэтичности „Загородной прогулки“ и суммы всех этих качеств в „Правилах игры“. Однако, быть может, после „Правил игры“ это самая интересная французская постановка Ренуара, самая сочная и более всего раскрывающая глубинные устремления режиссёра.
В критике отмечается яркий актёрский ансамбль фильма и удачное воплощение на экране образов героев пьесы: «Луи Жуве выдвинул судьбу Барона на одно из главных трагических мест; здесь отозвались и собственные интересы Замятина, игравшего эту роль за десяток лет до того».
Такой знаток французского кинематографа, как Михаил Трофименков, писал, что Ренуар «гениально экранизировал» пьесу Горького, а сам фильм является одним из предшественников такого влиятельного во второй половине 1930-х годов — первой половине 1940-х годов направления в кинематографе, как поэтический реализм. По мнению киноведа, от того, что Ренуар убрал из сценария «русскую этнографию», фильм только выиграл: «На экране уж точно не Россия, но и не совсем Франция, а независимое государство Ночлежка. Увидь фильм Горький, он, пожалуй, покашлял бы в усы и, скрывая усмешку, буркнул: „Во дают, черти драповые“».